# R. E. Dennett
Richard Edward Dennett, né en 1857 à Valparaiso au Chili et mort en 1921, est un commerçant anglais opérant à partir du Kongo (partie sud de l'actuelle de la république du Congo et république démocratique du Congo, partie nord de l'Angola) au début du XXe siècle. Il est l'auteur d'un certain nombre d'ouvrages qui ont influé la recherche sociologique et anthropologique sur les cultures de l'Afrique Centrale et de Afrique de l'Ouest. Il a notamment écrit sur les Fiote ou Bavili, ainsi que sur les Yoruba du Nigeria.

### Ouvrages
- (en) S. Low, Marston, Searle et Rivington, Seven years among the Fjort; Being an English trader's experiences in the Congo district, 1887
- (en) At the Back of the Black Man's Mind; Or, Notes on the kingly office in West Africa, Cass library of African studies, 1906
- (en) Nigerian studies; Or, The religious and political system of the Yoruba, Cass library of African studies, 1910
- (en) Mon Yoruba alphabet, Macmillan Publishers, 1916

### Articles
- (en) « The Congo: from a trader's point of view », Journal of the Manchester Geographical Society,‎ 1886, p. 283-306
- (en) « From Banana, at the Mouth of the Congo, to Boma; etc. », Journal of the Manchester Geographical Society,‎ 1887, p. 112-23
- (en) « The Fjort: the Manners and Customs of the native Congo People », The Journal of the Manchester Geographical Society, no 1,‎ 1890, p. 26-29
- (en) « Death and Ritual of the Fiote », Folklore, no 8,‎ 1897, p. 132-137
- (en) « The religion of the Fjort or Fiote: 'Mavungu' », Journal of the African Society (en),‎ 1901-1902, p. 452-454
- (en) « Laws and Customs of the Fjort or Bavili Family, Kingdom of Loango », Journal of the African Society, no 3,‎ avril 1902, p. 259-287
- (en) « King Maluango's Court », Journal of the African Society,‎ 1903-1904, p. 154-158
- (en) « The Court of the Slave Mamboma », Journal of the African Society,‎ 1903-1904, p. 159-162
- (en) « A few Notes on the History of Loango (Northern Portion of Congo Coast) », Journal of the African Society,‎ 1903-1904, p. 277-280
- (en) « Bavili Notes », Folklore, no 16,‎ 1905, p. 371-406
- (en) « Notes on the Folklore of the Fjort (French Congo) », Publications of the Folklore Society, no 41,‎ 1967